# Malvern (Alabama)
Malvern es un pueblo ubicado en el condado de Geneva en el estado estadounidense de Alabama. En el censo de 2000, su población era de 1215.

## Demografía
En el 2000 la renta per cápita promedia del hogar era de $ 31.850$, y el ingreso promedio para una familia era de 37.813$. El ingreso per cápita para la localidad era de 15.283$. Los hombres tenían un ingreso per cápita de 29.701$ contra 19.500$ para las mujeres.

## Geografía
Malvern está situado en 31°8′38″N 85°31′24″O / 31.14389, -85.52333 (31.143981, -85.523382)
Según la Oficina del Censo de los EE. UU., la ciudad tiene un área total de 14.01 millas cuadradas (36.29 km²).